# Val Kilmer
Val Edward Kilmer (Los Angeles, 1959. december 31. – Los Angeles, 2025. április 1.) amerikai színész.
Pályafutását színpadi színészként kezdte. Olyan filmekkel vált híressé, mint a Top Secret (1984) és a Valóságos zseni (1985) című filmvígjáték, továbbá a Top Gun (1986) című akciófilm és a Willow (1988) című fantasyfilm.
Kritikai sikert Jim Morrison megformálásával szerzett Oliver Stone The Doors (1991) című életrajzi filmdrámájában. Ezután Kilmer fontosabb szerepekben a Tombstone – A halott város (1993), a Tiszta románc (1993) és a Szemtől szemben (1995) című filmekben tűnt fel. 1995-ben átvette Bruce Wayne / Batman megformálásának jogát Michael Keatontól, Joel Schumacher Mindörökké Batmanjében. 
Ezt a Ragadozók (1996), a Dr. Moreau szigete (1996), Az Angyal (1997), az Egyiptom hercege (1998), a Pollock (2000), a Nagy Sándor, a hódító (2004), a Durr, durr és csók (2005), a Déjà Vu (2006), a Mocskos zsaru – New Orleans utcáin (2009) és a Daltól dalig (2017) című filmek követték. 2022-ben elvállalta a Top Gun: Maverick egyik mellékszerepét, melyet az első részben is megformált.
2015-ben gégerákot diagnosztizáltak nála, ami miatt kemoterápián és több műtéten esett át. 2020-ban jelentette meg emlékiratait I'm Your Huckleberry: A Memoir címmel. 2021-ben mutatták be az életét és a betegséggel vívott harcát feldolgozó Val című dokumentumfilmet. A Cannes-i fesztiválon debütáló film kritikai elismeréseket szerzett. Halálát végül tüdőgyulladás okozta.

## Élete és pályafutása
Apai ági ősei között írek, skótok, németek is akadnak, anyai ágról viszont svéd származású. Már egész fiatalon kitűnt színészi, énekesi és írói tehetsége. 1976-ban a Juilliard School színészképző-program legfiatalabb diákja volt. 1984-ben szerepelt először filmben, a Top Secret című paródiában. 1986-ban feltűnt Tom Cruise mellett a Top Gun című filmben. Első jelentős szerepét a Willow című fantasyfilmben kapta 1988-ban. 
A kritikusok és a nézők Oliver Stone 1991-es The Doors című filmjében figyeltek fel rá, melyben Jim Morrisont személyesítette meg. Egy évvel később következett a Viharszív című film. A későbbiekben olyan filmekben szerepelt mint a Tiszta románc [1993), a Tombstone – A halott város (1993), vagy a Mindörökké Batman (1995). 1996-ban Marlon Brando mellett feltűnt a Dr. Moreau szigete című fantasy-horrorban. 1997-ben Az Angyal mozifilmváltozatában Simon Templart, a címszereplőt alakította. 2000-ben eljátszotta A vörös bolygó című sci-fi főszerepét, de a film csúfosan megbukott a pénztáraknál, ezután kevésbé fontos filmekben kapott szerepet, a legtöbbjük csak DVD-n megjelent, olcsóbb költségvetésű film volt.

## Magánélete
1988–1996 között Joanne Whalley színésznő volt a felesége. Válása után fogadta el Az Angyal főszerepét, amit előtte több színész elutasított.

## Filmográfia

### Film
| Év   | Magyar cím                         | Eredeti cím                              | Szerep                           | Magyar hang          |
| ---- | ---------------------------------- | ---------------------------------------- | -------------------------------- | -------------------- |
| 1984 | Top Secret                         | Top Secret                               | Nick Rivers                      | Stohl András         |
| 1985 | Valóságos zseni                    | Real Genius                              | Chris Knight                     | Bartucz Attila       |
| 1986 | Top Gun                            | Top Gun                                  | Tom "Iceman" Kazansky hadnagy    | Görög László         |
| 1986 | Top Gun                            | Top Gun                                  | Tom "Iceman" Kazansky hadnagy    | Galambos Péter       |
| 1988 | Willow                             | Willow                                   | Madmartigan                      | Oszter Sándor        |
| 1989 | Ölj meg újra!                      | Kill Me Again                            | Jack Andrews                     | Rékasi Károly        |
| 1991 | The Doors                          | The Doors                                | Jim Morrison                     | Rajkai Zoltán        |
| 1992 | Viharszív                          | Thunderheart                             | Ray Levoi                        | Alföldi Róbert       |
| 1993 | A tuti balhé                       | The Real McCoy                           | JT Barker                        | Széles László        |
| 1993 | Tombstone – A halott város         | Tombstone                                | Doc Holliday                     | Forgács Péter        |
| 1993 | Tiszta románc                      | True Romance                             | Elvis Presley                    | Reisenbüchler Sándor |
| 1993 | Tiszta románc                      | True Romance                             | Elvis Presley                    | Kisfalusi Lehel      |
| 1995 | Mindörökké Batman                  | Batman Forever                           | Bruce Wayne / Batman             | Forgács Péter        |
| 1995 | Szemtől szemben                    | Heat                                     | Chris Shiherlis                  | Rátóti Zoltán        |
| 1995 | A bátorság szárnyai                | Wings of Courage                         | Jean Mermoz                      |                      |
| 1996 | Dr. Moreau szigete                 | The Island of Dr. Moreau                 | Montgomery                       | Széles László        |
| 1996 | Dr. Moreau szigete                 | The Island of Dr. Moreau                 | Montgomery                       | Sörös Sándor         |
| 1996 | Ragadozók                          | The Ghost and the Darkness               | John Henry Patterson ezredes     | Szabó Sipos Barnabás |
| 1996 | Ragadozók                          | The Ghost and the Darkness               | John Henry Patterson ezredes     | Stohl András         |
| 1996 | Halott lány                        | Dead Girl                                | Dr. Dark                         |                      |
| 1997 | Az Angyal                          | The Saint                                | Simon Templar                    | Gergely Róbert       |
| 1998 | Egyiptom hercege                   | The Prince of Egypt                      | Mózes/Isten (hangja)             | Selmeczi Roland      |
| 1999 | Első látásra                       | At First Sight                           | Virgil "Virg" Adamson            | Kálid Artúr          |
| 1999 | Első látásra                       | At First Sight                           | Virgil "Virg" Adamson            | Széles Tamás         |
| 1999 |                                    | Joe the King                             | Bob Henry                        |                      |
| 2000 | Pollock                            | Pollock                                  | Willem de Kooning                | Kamarás Iván         |
| 2000 | A vörös bolygó                     | Red Planet                               | Robby Gallagher                  | Széles László        |
| 2002 | Igazság helyett                    | The Salton Sea                           | Danny Parker / Tom Van Allen     | Kamarás Iván         |
| 2002 | Sűrű lé                            | Hard Cash                                | Mark C. Cornell FBI-ügynök       | Széles Tamás         |
| 2003 | Drogtanya                          | Wonderland                               | John Holmes                      | Stohl András         |
| 2003 | Az eltűntek                        | The Missing                              | Jim Ducharme hadnagy             | Schneider Zoltán     |
| 2003 | Veszedelmes emlékek                | Blind Horizon                            | Frank Kavanaugh                  | Gergely Róbert       |
| 2003 | Az utolsó akkord                   | Masked and Anonymous                     | állatidomár                      |                      |
| 2004 | A spártai                          | Spartan                                  | Robert Scott                     | Gergely Róbert       |
| 2004 | Határtalan szerelem                | Stateside                                | Skeer törzsőrmester              | Sörös Sándor         |
| 2004 | Nagy Sándor, a hódító              | Alexander                                | II. Philipposz király            | Borbiczki Ferenc     |
| 2004 | Szent György és a sárkány          | George and the Dragon                    | El Cabillo (cameo)               | Haás Vander Péter    |
| 2004 | Egy gyilkos agya                   | Mindhunters                              | Jake Harris                      | Wohlmuth István      |
| 2005 | Durr, durr és csók                 | Kiss Kiss Bang Bang                      | Perry Van Shrike / meleg Perry   | Kamarás Iván         |
| 2006 |                                    | Summer Love                              | körözött férfi                   |                      |
| 2006 |                                    | Moscow Zero                              | Andrey                           |                      |
| 2006 | Véres utcák                        | 10th & Wolf                              | Murtha                           | Beratin Gábor        |
| 2006 |                                    | Played                                   | Dillon                           |                      |
| 2006 | Deja Vu                            | Déjà Vu                                  | Andrew Pryzwarra ügynök          | Stohl András         |
| 2006 |                                    | The Ten Commandments: The Musical        | Moses                            |                      |
| 2007 |                                    | Have Dreams, Will Travel                 | Henderson                        |                      |
| 2008 | Határtalan indulat                 | Conspiracy                               | MacPherson                       | Papp Dániel          |
| 2008 | Az elítélt                         | Felon                                    | John Smith                       | Sörös Sándor         |
| 2008 | Delgo                              | Delgo                                    | Bogardus (hangja)                |                      |
| 2008 | Könnyű zsákmány                    | 2:22                                     | Maz                              |                      |
| 2008 | Az utolsó meló                     | Columbus Day                             | John                             | Széles László        |
| 2008 | Love Guru                          | The Love Guru                            | önmaga (cameo)                   |                      |
| 2009 | Kínzó hőség                        | The Chaos Experiment                     | James Pettis                     | Kőszegi Ákos         |
| 2009 | A vér utcái                        | Streets of Blood                         | Andy Devereaux nyomozó           | Sörös Sándor         |
| 2009 | Amerikai gólyahír                  | American Cowslip                         | Todd Inglebrink                  |                      |
| 2009 | Gyilkos paraziták (Olvadás)        | The Thaw                                 | Dr. David Kruipen                | Sörös Sándor         |
| 2009 | Mocskos zsaru – New Orleans utcáin | Bad Lieutenant: Port of Call New Orleans | Stevie Pruit nyomozó             | Sörös Sándor         |
| 2009 | Bedrótozva                         | Hardwired                                | Virgil                           | Forgács Péter        |
| 2009 | Kettős azonosság                   | Double Identity                          | Dr. Nicholas Pinter              | Czvetkó Sándor       |
| 2010 |                                    | The Traveler                             | The Stranger / Mr. Nobody        |                      |
| 2010 | Az éjszaka országai                | Bloodworth                               | Warren Bloodworth                | Stohl András         |
| 2010 | MacGruber                          | MacGruber                                | Dieter Von Pöcs                  | Forgács Péter        |
| 2010 |                                    | Gun                                      | Angel                            |                      |
| 2011 | Nem írnek való vidék               | Kill the Irishman                        | Joe Manditski                    | Sörös Sándor         |
| 2011 | Vérbosszú                          | Blood Out                                | Arturo                           | Rosta Sándor         |
| 2011 | 5 nap háború                       | 5 Days of War                            | holland tudósító                 | Haás Vander Péter    |
| 2011 |                                    | Twixt                                    | Hall Baltimore                   |                      |
| 2012 | Halálos menedék                    | Seven Below                              | McCormick                        | Sörös Sándor         |
| 2012 | Wyatt Earp bosszúja                | Wyatt Earp's Revenge                     | Wyatt Earp                       | Tokaji Csaba         |
| 2012 |                                    | The Fourth Dimension                     | Hector                           |                      |
| 2012 | Vérbeli feleségek                  | Breathless                               | Dale                             | Sörös Sándor         |
| 2013 |                                    | Riddle                                   | Richards seriff                  |                      |
| 2013 | Repcsik                            | Planes                                   | Bravo (hangja)                   |                      |
| 2013 | Különc kalandorok                  | Standing Up                              | Hofstadder                       | Sarádi Zsolt         |
| 2013 | Különc kalandorok                  | Standing Up                              | Hofstadder                       | Turi Bálint          |
| 2013 |                                    | Palo Alto                                | Stewart                          |                      |
| 2014 | Tom Sawyer és Huckleberry Finn     | Tom Sawyer & Huckleberry Finn            | Mark Twain                       | Sörös Sándor         |
| 2017 | Daltól dalig                       | Song to Song                             | Duane                            |                      |
| 2017 | Hóember                            | The Snowman                              | Gert Rafto                       | Sörös Sándor         |
| 2017 |                                    | The Super                                | Walter                           |                      |
| 2018 |                                    | 1st Born                                 | Biden                            |                      |
| 2019 | Jay és Néma Bob Reboot             | Jay and Silent Bob Reboot                | önmaga / Reboot Bunkóman (cameo) |                      |
| 2020 |                                    | A Soldier's Revenge                      | CJ                               |                      |
| 2020 |                                    | Paydirt                                  | Tucker seriff                    |                      |
| 2022 | Top Gun: Maverick                  | Top Gun: Maverick                        | Tom "Iceman" Kazansky admirális  | Kamarás Iván         |

### Televízió
| Év        | Magyar cím                | Eredeti cím                    | Szerep                             | Megjegyzések                                  |
| --------- | ------------------------- | ------------------------------ | ---------------------------------- | --------------------------------------------- |
| 1986      | A Morgue-utcai gyilkosság | The Murders in the Rue Morgue  | Phillipe Huron                     | - tévéfilm - magyar hangja: - Széles Tamás    |
| 1987      | Láncok nélkül             | The Man Who Broke 1,000 Chains | Robert Eliot Burns / Eliot Roberts | tévéfilm                                      |
| 1989      | Billy, a kölyök           | Billy the Kid                  | William Bonney                     | - tévéfilm - magyar hangja: - Felföldi László |
| 2003      |                           | Mickeypalooza                  | önmaga                             | különkiadás                                   |
| 2004      | Törtetők                  | Entourage                      | Serpa                              | 1 epizód                                      |
| 2007      | Gyilkos számok            | Numb3rs                        | Mason Lancer                       | 1 epizód                                      |
| 2008      | Komancsok holdja          | Comanche Moon                  | Inish Scull                        | - minisorozat (3 epizód) - társproducer       |
| 2008      | XIII – Az összeesküvés    | XIII: The Conspiracy           | Mongoose                           | 2 epizód                                      |
| 2008–2009 | Knight Rider              | Knight Rider                   | KITT (hangja)                      | 18 epizód                                     |
| 2013      |                           | Life’s Too Short               | önmaga                             | 1 epizód                                      |
| 2013      |                           | Ghost Ghirls                   | Sweetriver Jackson                 | 2 epizód                                      |
| 2014      |                           | The Spoils of Babylon          | Cauliffe tábornok                  | 3 epizód                                      |
| 2014      | Psych – Dilis detektívek  | Psych                          | Dobson nyomozó                     | 1 epizód                                      |
| 2014      | Robotcsirke               | Robot Chicken                  | Man-E-Faces / The Borg (hangja)    | 1 epizód                                      |

## Színházi szerepei
- Elektra
- Oresztész
- III. Richárd
- IV. Henrik
- Ahogy tetszik
- Hamlet
- Kár, hogy kurva

## Magyarul megjelent műve
- Én vagyok az embered (I’m Your Huckleberry: A Memoir, 2020); ford. Nimila Zsolt; Kossuth, Bp., 2022

## Fordítás
- Ez a szócikk részben vagy egészben  a   Val Kilmer című angol Wikipédia-szócikk fordításán alapul.  Az eredeti cikk szerkesztőit annak laptörténete sorolja fel. Ez a jelzés csupán a megfogalmazás eredetét és a szerzői jogokat jelzi, nem szolgál a cikkben szereplő információk forrásmegjelöléseként.